# Heroico
Pour plus de détails, voir Fiche technique et Distribution.
Heroico est un film dramatique mexicain écrit et réalisé par David Zonana et sorti en 2023. 
Le film se penche sur l'armée mexicaine et les codes sociaux violents qui régissent la vie dans les casernes et au-delà. Le rôle principal est tenu par Santiago Sandoval Carbajal.
La première mondiale de cette coproduction mexico-suédoise a eu lieu le 21 janvier 2023 au 39e Festival du film de Sundance 2023 Sundance Film Festival, où l'œuvre a été invitée à la compétition internationale de longs métrages. La première européenne a lieu en février 2023 à la 73e Berlinale.

## Synopsis
Au Mexique, Luis, 18 ans, s'enrôle comme cadet d'infanterie au Heroic Military College. Il espère atteindre le grade d'officier dont la paye pourra ainsi subvenir aux besoins de sa famille. L'école militaire, dissimulée dans les montagnes, est construite à partir d'énormes dalles de pierre et est entourée de statues érigées pour honorer les dieux aztèques. On y suit un code de conduite strict. Le programme combine l'entraînement militaire quotidien avec des rituels d'abus et d'humiliation. Lorsque Luis attire l'attention du sadique sergent Sierra, il apprend de nouvelles leçons sur la cruauté et les crimes parascolaires. On suit la descente désabusée de Luis dans la folie.

## Fiche technique
- Titre original et français : Heroico  [2]
- Réalisation : David Zonana
- Scénario : David Zonana
- Photographie : Carolina Costa
- Montage :
- Musique :
- Pays de production : Mexique
- Langue originale : espagnol
- Format : couleur
- Genre : drame
- Durée : 88 minutes
- Dates de sortie : 
  - États-Unis : 20 janvier 2023 (Sundance Film Festival)
  - France 29 mai 2024

## Distribution
- Santiago Sandoval : Luis Nunez Rosales
- Fernando Cuautle : Eugenio Sierra "Pibe"
- Esteban Caicedo : Mario
- Isabel Yudice : Andrea
- Mónica Del Carmen : Yanin
- Carlos Gerardo García : Raton

## Contexte
Heroico est le deuxième long métrage réalisé par le réalisateur mexicain David Zonana. Santiago Sandoval Carbajal, qui est encore inexpérimenté dans le cinéma, a endossé le rôle principal de Luis. Lors de la préparation du tournage, il a pu puiser dans sa propre expérience d'ancien cadet.

## Récompenses
Heroico a reçu une invitation à concourir pour le Grand prix du jury du meilleur long métrage étranger au Festival du film de Sundance 2023.